# Іван Тукало
Іван Тукало (англ. Iwan Tukalo; нар. 5 березня 1961, Единбург, Шотландія) — колишній шотландський регбіст українського походження. Виступав на позиції вінгера. Учасник Кубків світу 1987 і 1991 років. Гравець збірної Шотландії, у складі якої здобув Великий шолом 1990 року.

## Біографія
Народився в Единбурзі в родині італійки Розіни та українця Дмитра Тукала, учасника Другої світової війни, який після полону залишився у Великій Британії.
Навчався у «Royal High School». Регбістичну кар'єру почав у клубі Royal HSFP, а згодом виступав за Selkirk RFC. Грав за Edinburgh District, South of Scotland та інші провінційні команди.

## Міжнародна кар'єра
Дебютував у складі збірної Шотландії 2 лютого 1985 року в матчі проти Ірландії.
За період 1985–1992 років провів 37 матчів, у яких відзначився 15 спробами (60 очок). Учасник Кубка світу 1987 (3 спроби) та Кубка світу 1991 (4 спроби, зокрема хет-трик проти Зімбабве).
У 1990 році став володарем Великого шолома у складі Шотландії на Турнірі п’яти націй.

## Після кар'єри
Після завершення кар'єри тренував клуб Heriot's Rugby Club у шотландській Прем'єр-лізі. Працював директором з продажів у компанії Scottish and Southern Energy. Має інженерну освіту.

## Волонтерська діяльність
У 2022–2023 роках активно допомагав Україні в межах ініціативи Jeeps for Peace — організовував доставку позашляховиків для ЗСУ. Зокрема відвідував Нижнів (Івано-Франківщина) — село, звідки родом його батько.

## Особисте життя
Одружений, має сина Тодда Тукала, який також грає у регбі. Постійно мешкає в Шотландії, підтримує зв’язок із українською діаспорою.